# 布德 (普里盧基區)
布德（烏克蘭語：Буди），是烏克蘭北部的村莊，隸屬切爾尼希夫州的普里盧基區。該村始建於1600年，面積1.06平方公里，海拔高度132米，2001年人口223，人口密度每平方公里210.58人。